# مصفوفة مقراب ألين
مصفوفة مقراب ألين (ATA) المعروف سابقا باسم تلسكوب الهكتار الواحد (1hT) هوعبارة عن مصفوفة تلسكوبات رادوية مخصصة للأرصاد الفلكية والبحث عن الذكاء خارج كوكب الأرض تقع المصفوفة في مرصد هات كريك الراديو، على بعد 290 ميلا (470 كم) شمال شرق سان فرانسيسكو، كاليفورنيا.
طور المشروع في الأصل كجهد مشترك بين معهد سيتي ومختبر علم الفلك الراديوي (RAL) في جامعة كاليفورنيا في بيركلي
وتم الحصول على أموال من تبرع أولي بقيمة 11.5 مليون دولار أمريكي قدمته مؤسسة عائلة بول جي. ألين.تم الانتهاء من المرحلة الأولى من البناء وأصبحت مصفوفة مقراب ألين جاهزة للعمل أخيرا في 11 أكتوبر 2007 بعد تجهيز 42 هوائي (ATA-42)، بعد أن تعهد بول ألين (المؤسس المشارك لشركة مايكروسوفت) بمبلغ إضافي 13.5 مليون دولار لدعم بناء المرحلة الأولى والمرحلة الثانية.
على الرغم من أن شركة ألين أسهمت بأكثر من 30 مليون دولار للمشروع، إلا أنها لم تنجح في بناء الأطباق المتوقعة في الأصل والتي تبلغ مساحتها 350 6.1 م (20 قدم) , وتعرض المشروع لفشل تشغيلي بسبب نقص التمويل بين أبريل / نيسان وأغسطس / آب 2011، وبعد ذلك استؤنفت عمليات الرصد.
وفي آب / أغسطس 2014، هددت حرائق الغابات في المنطقة عملية تركيب المنشأة وأجبرت لفترة وجيزة على الإغلاق، ولكنها برزت في نهاية المطاف إلى للعيان ولم تصب بأذى.

## الأهداف العلمية الرئيسية
| الصف    | الحالة                 | حجم الحزمة (ثانية قوسية) | Srms (mJy) | السرعة (درجات²−1) | المشروع العلمي |
| ------- | ---------------------- | ------------------------ | ---------- | ----------------- | --- |
| ATA-42  | طبق كامل البناء        | 245 x 118                | 0.54       | 0.02              | FiGSS: 5 GHz Continuum Survey, Galactic Plane Molecular Spectroscopy, SETI Galactic Center Survey                         |
| ATA-98  | بانتظار نتائج التمویل  | 120 x 80                 | 0.2        | 0.11              | ATHIXS† Trial Surveys, HI Stellar Outflows Survey, SETI Targeted Survey: 100 stars                                        |
| ATA-206 | لم تكتمل مرحلة التطوير | 75 x 65                  | 0.11       | 0.44              | ATHIXS, Map The Magnetized Galactic ISM, Pulsar Timing Array, Deep continuum and transient surveys, SETI Targeted Surveys |
| ATA-350 | لم تكتمل مرحلة التطوير | 77 x 66                  | 0.065      | 1.40              | ATHIXS, Map The Magnetized Galactic ISM, Pulsar Timing Array Deep continuum and transient surveys, SETI Targeted Surveys  |

## وصلات خارجية
- الموقع الرسمي
- https://web.archive.org/web/20111006031806/https://setistars.org/